# Кремонська школа
Кремонська школа — провінційна художня школа з центром в місті Кремона. Тісно пов'язана як з маньєризмом Італії, так і з реалістичними школами Північної Італії 16 ст. і впливами нідерландських майстрів.

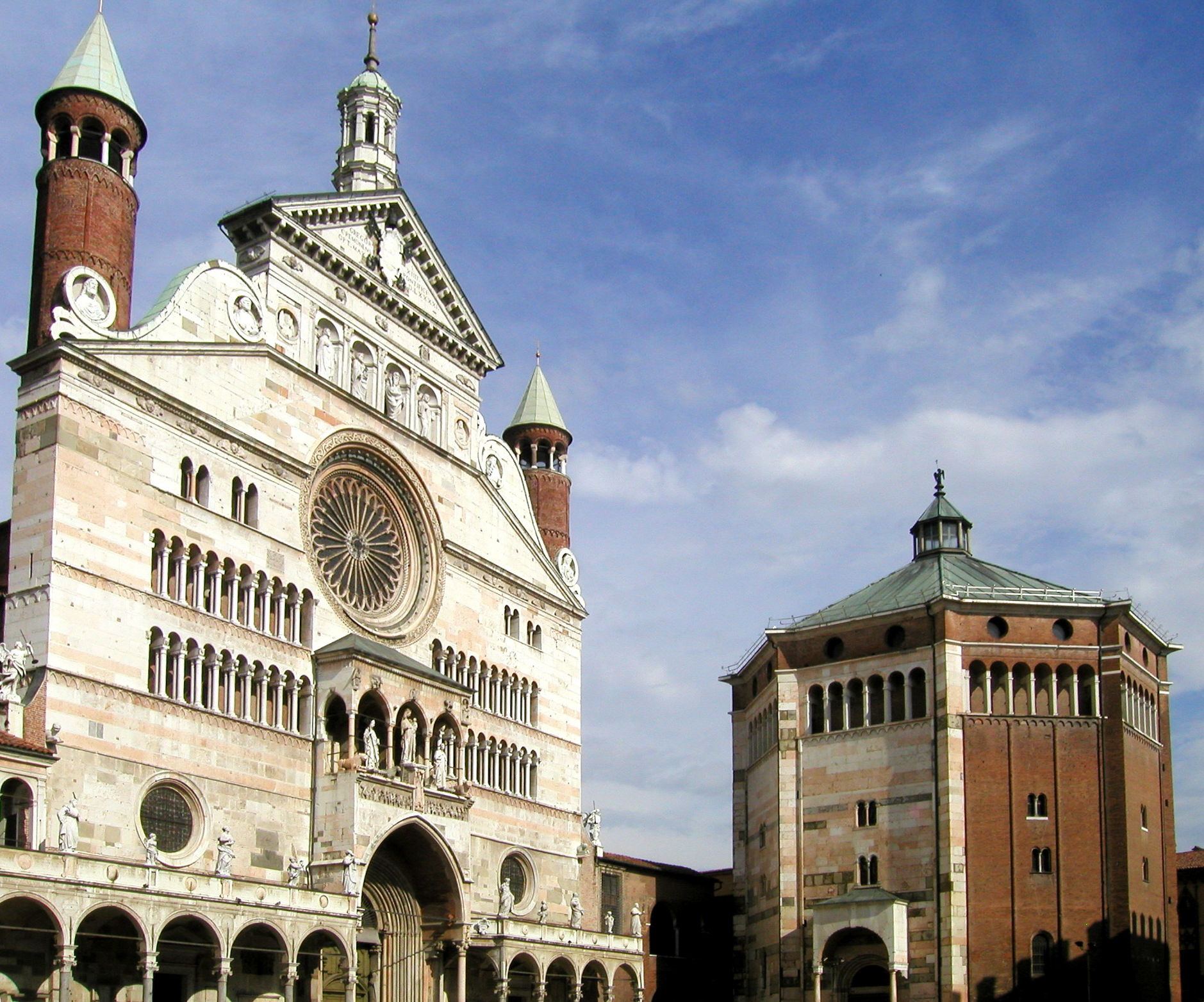
Кремона, катедральний собор
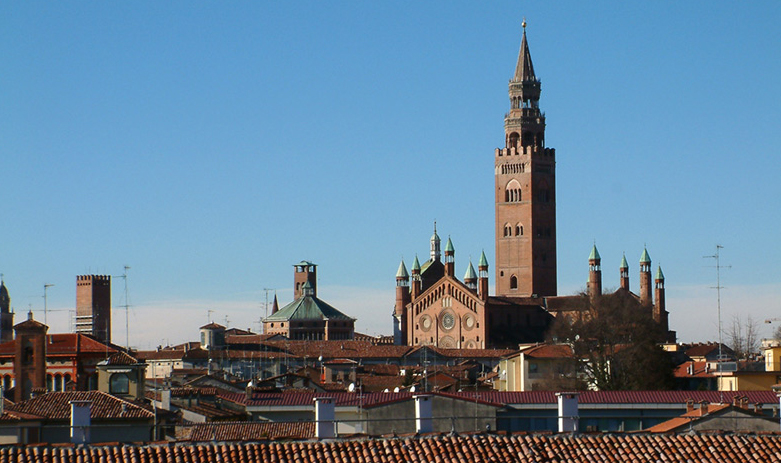
Дахи і вежі Кремони
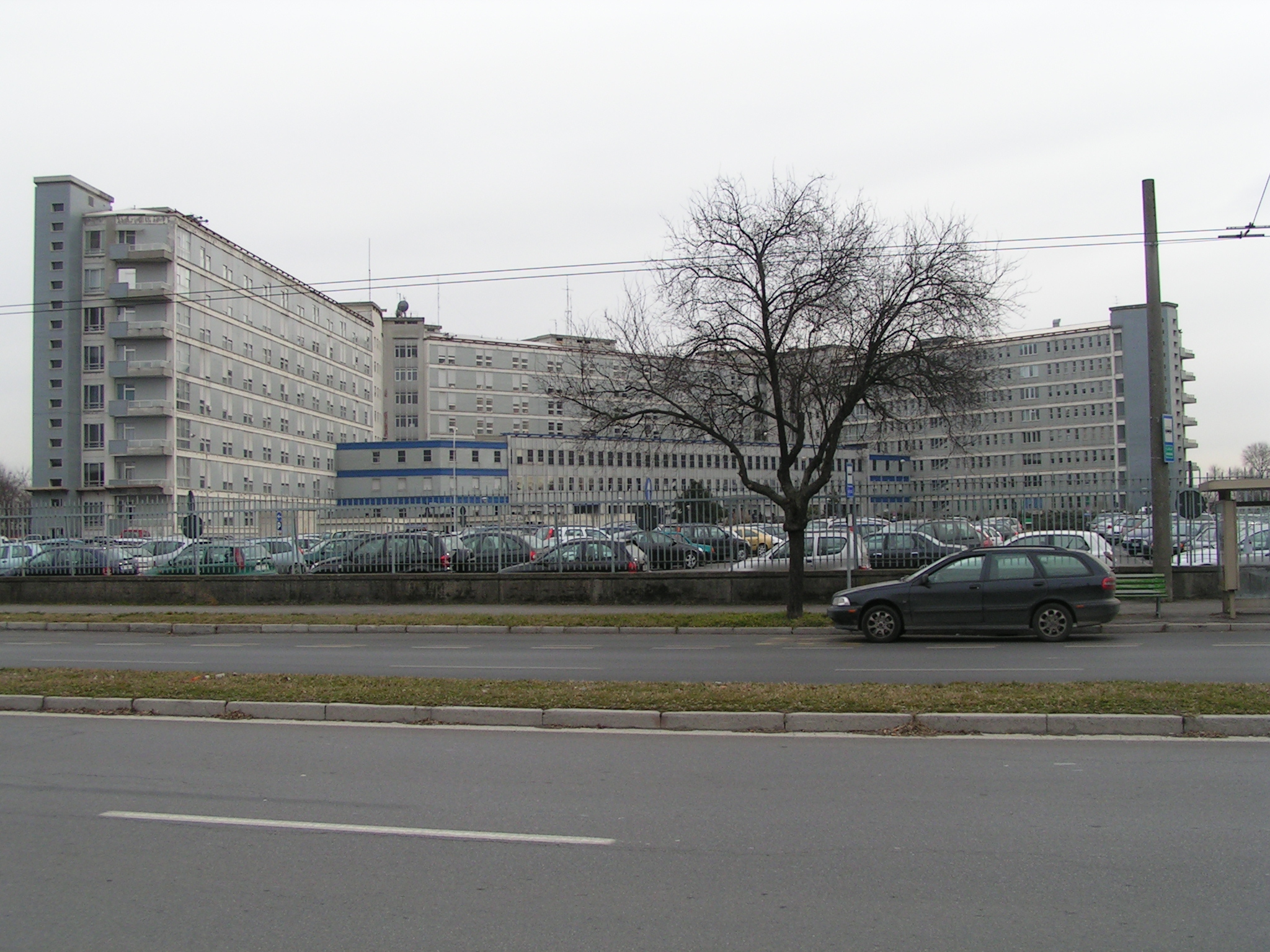
Кремона, Велика лікарня
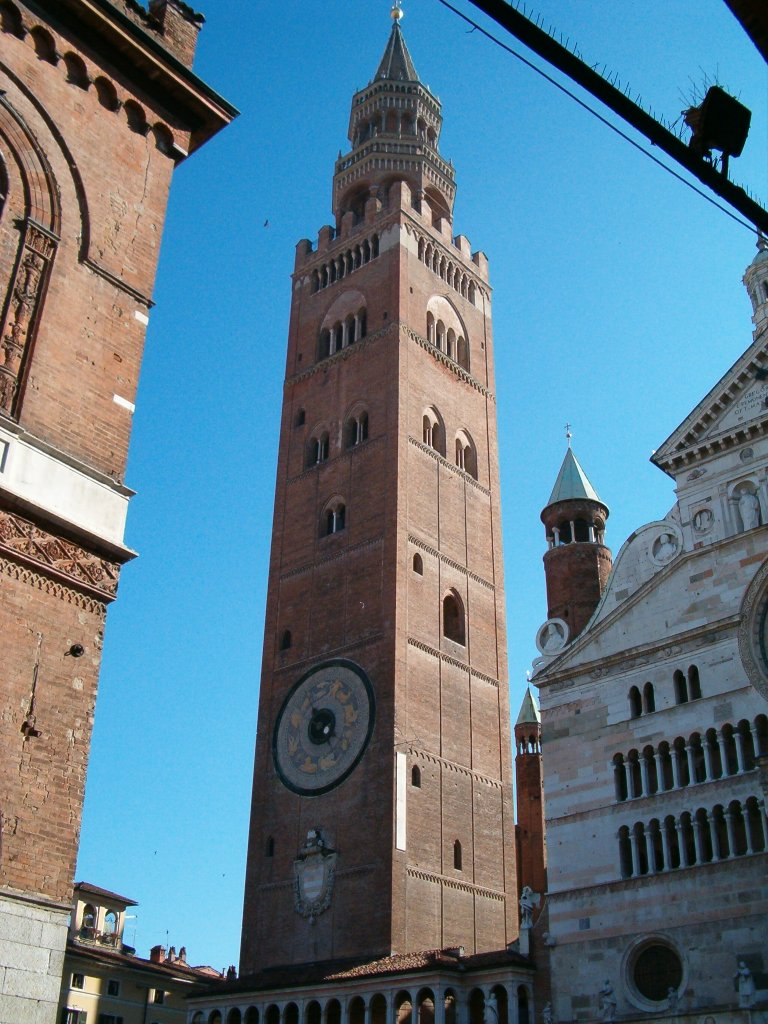
Дзвіниця катедрального собору

## Представники кремонської художньої школи

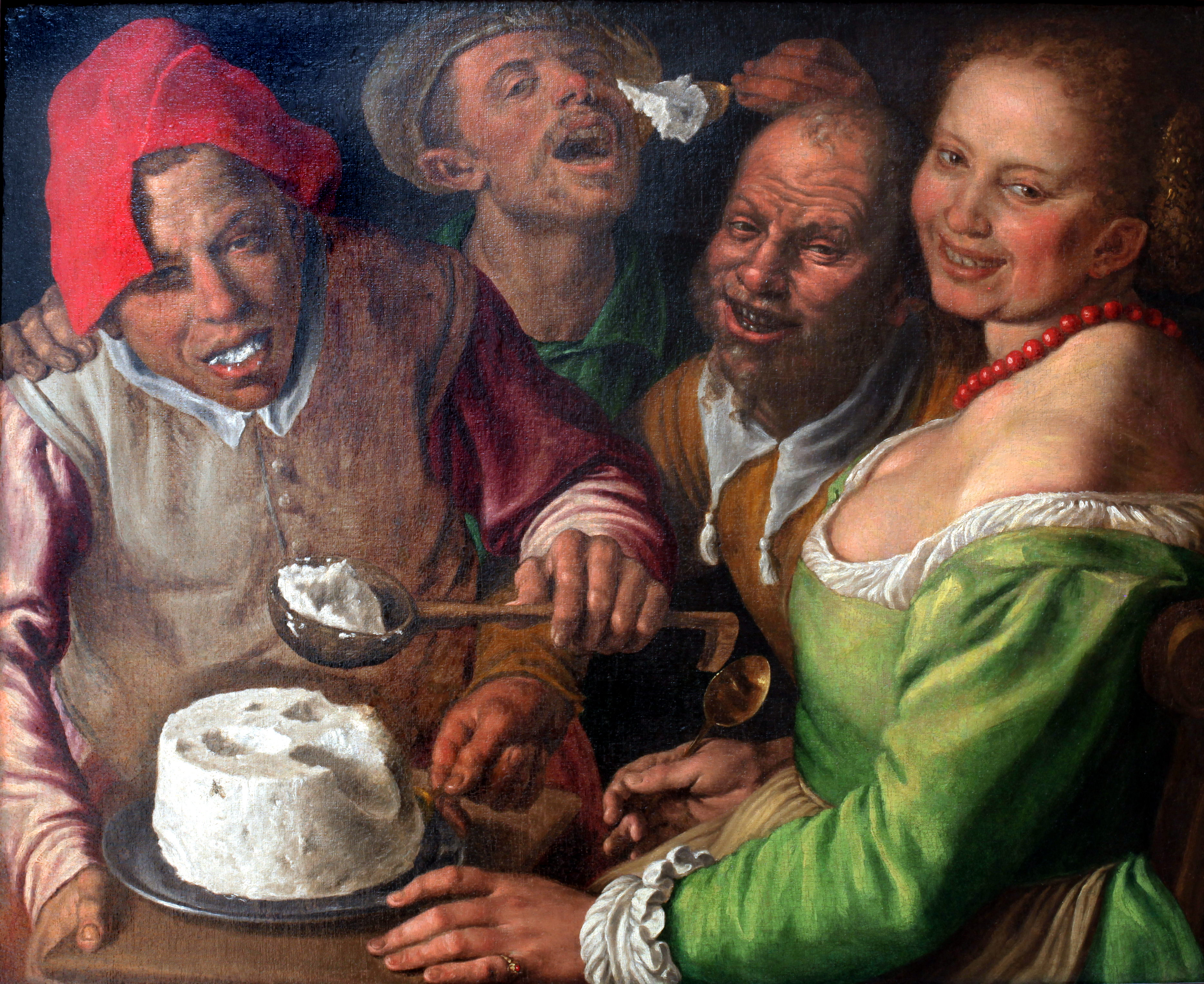
Вінченцо Кампі, «Ласування рикотою», 1580 р.

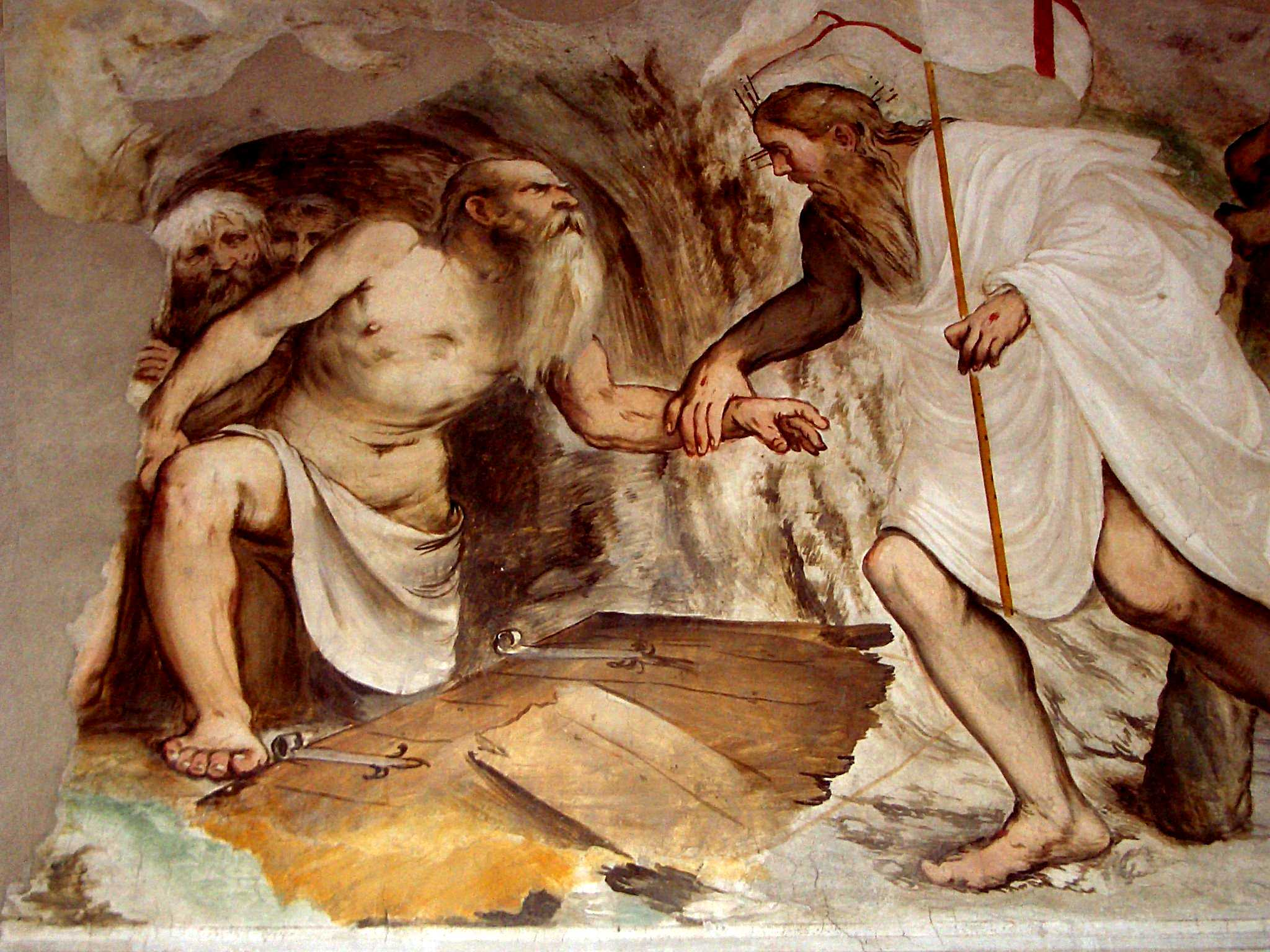
Джироламо Романіно. «Зшестя Христа в безодню», залишки фрески, церква Санта Марія делла Неве, Пізонья, Італія

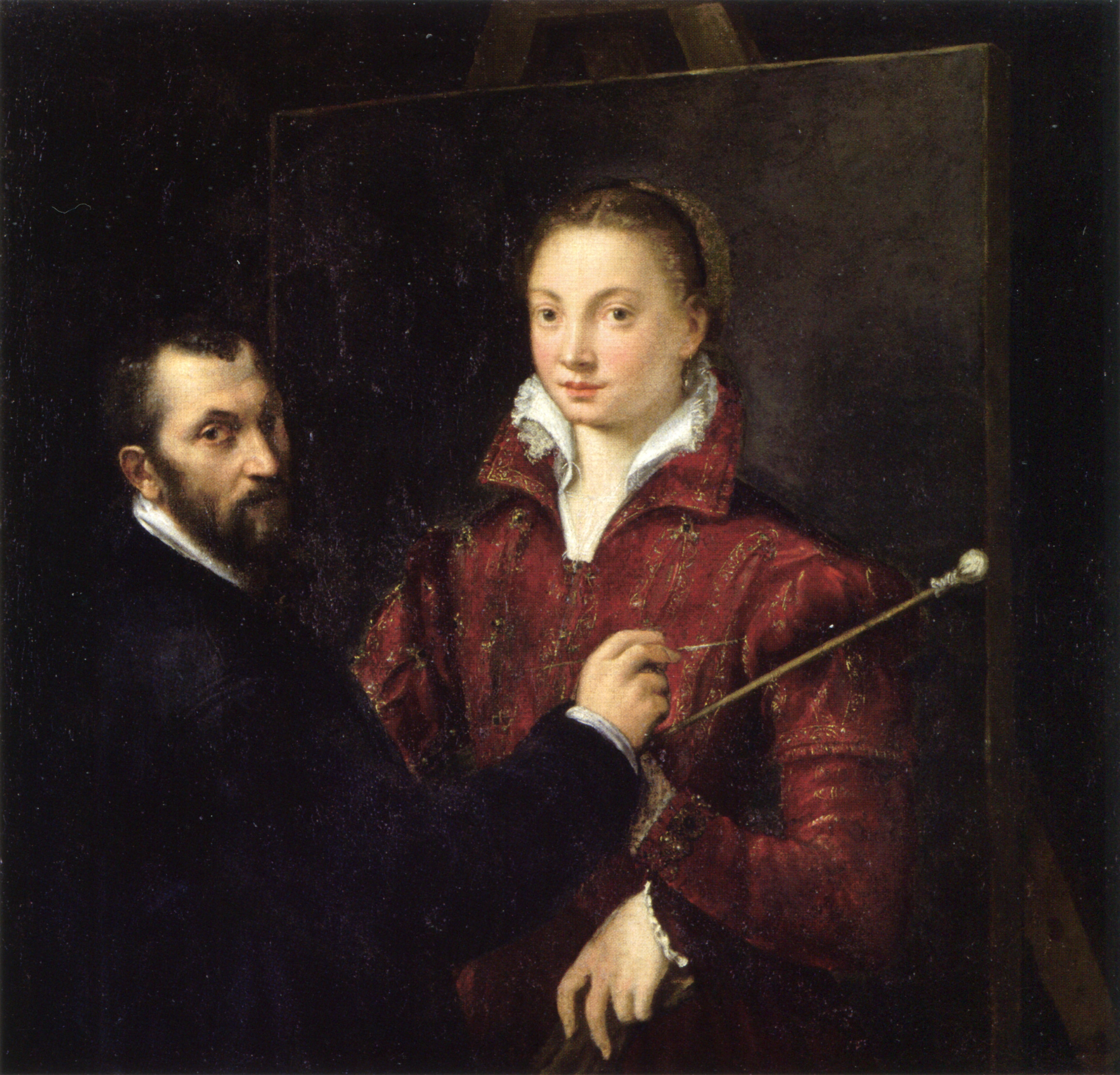
Автопортрет Бернардіно Кампі (котрий створює портрет хінки-художниці Софонісби Ангішоли), 1550 р., Національна пінакотека, Сієна

- Джироламо Романіно (1485-1566) художник доби Відродження.
- Альтобелло Мелоне (1491—1543) художник доби Відродження.
- Галеаццо Кампі (1477—1536) художник доби пізнього Відродження, засновник династії художників Кампі. Батько художників Джуліо, Антоніо та Вінченцо Кампі

- Бернардино Кампі (1522—1591), художник доби пізнього відродження і раннього бароко, дальній родич кремонських Кампі
- Вінченцо Кампі (1536—1591), художник доби пізнього відродження і раннього бароко
- Джуліо Кампі (бл. 1520—1572), рідний брат Вінченцо та Антоніо Кампі
- Антоніо Кампі (1523—1587), рідний брат Вінченцо та Джуліо Кампі
- Панфіло Нуволоне (1581—1651)

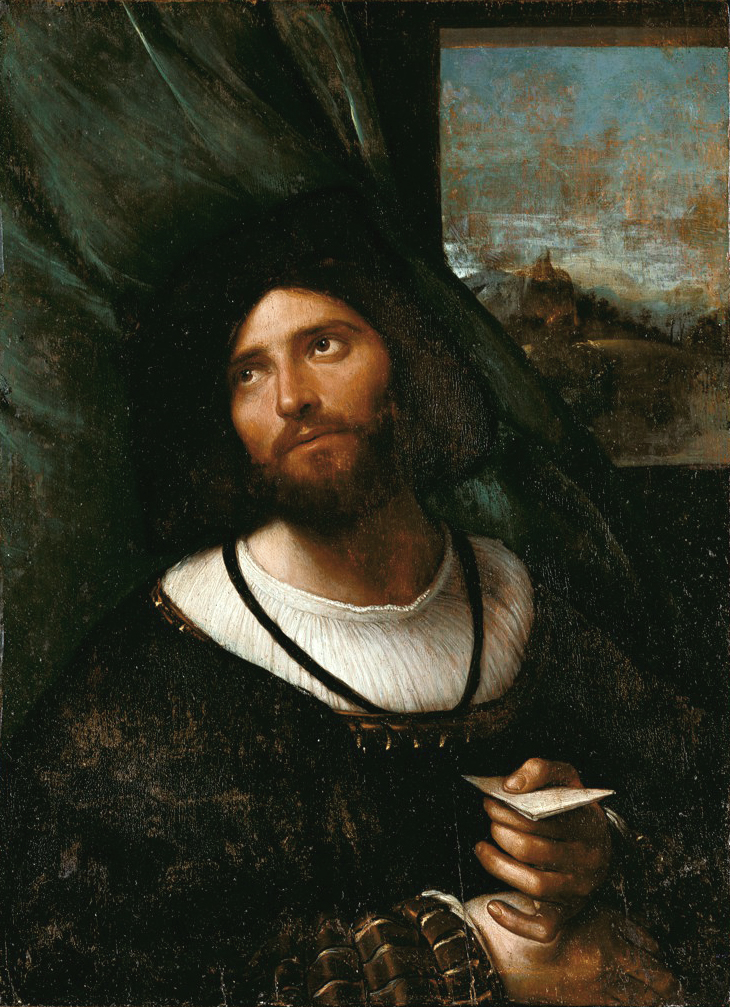
Альтобелло Мелоне, Портрет аристократа, до 1540 р.
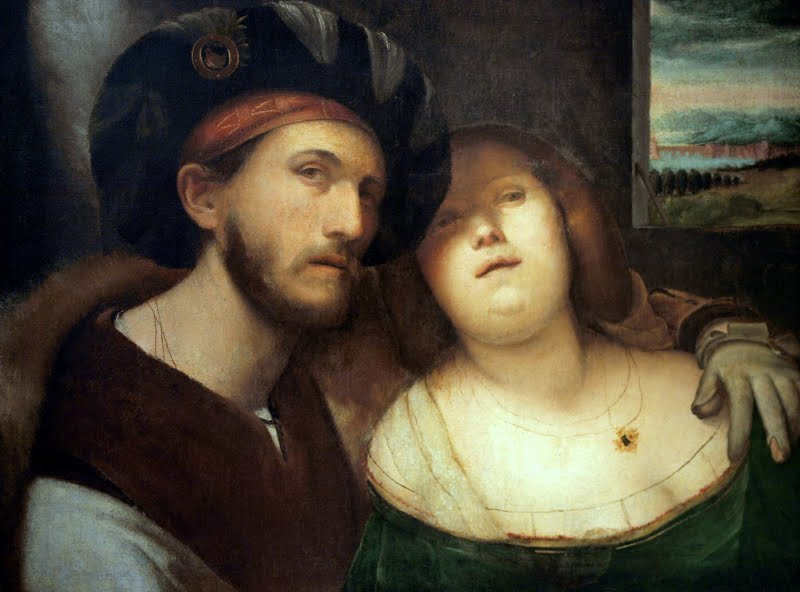
Альтобелло Мелоне, « Коханці», Дрезденська картинна галерея
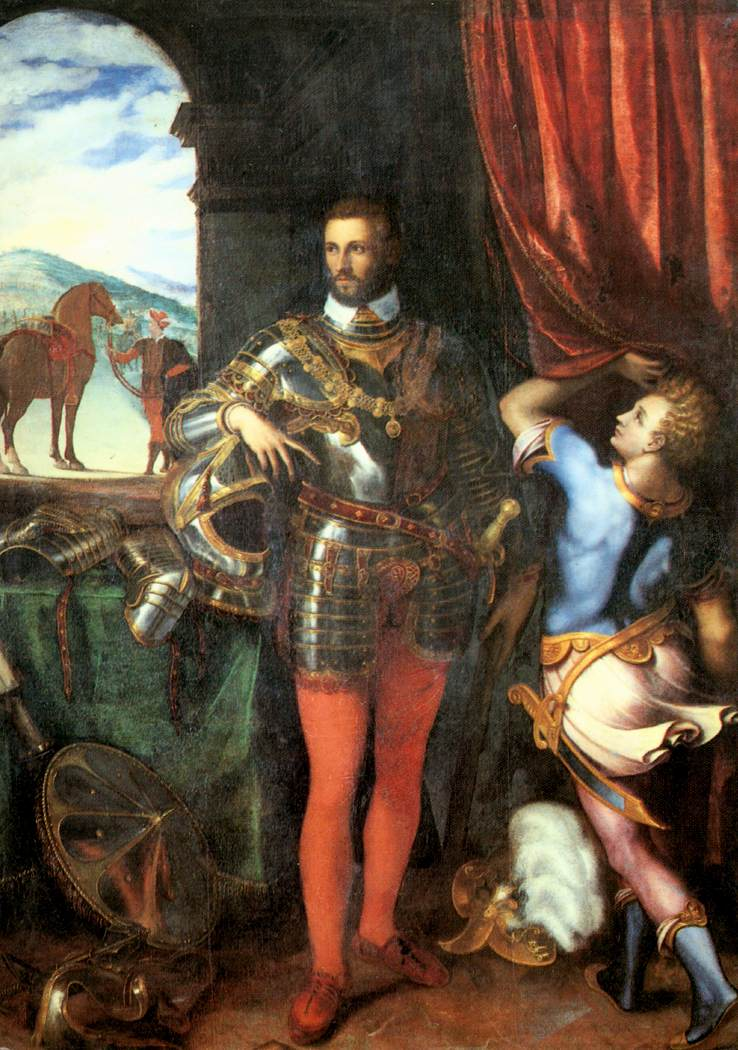
Джуліо Кампі, «Портрет князя Оттавіо Фарнезе», Пьяченца, Музей Цивіко
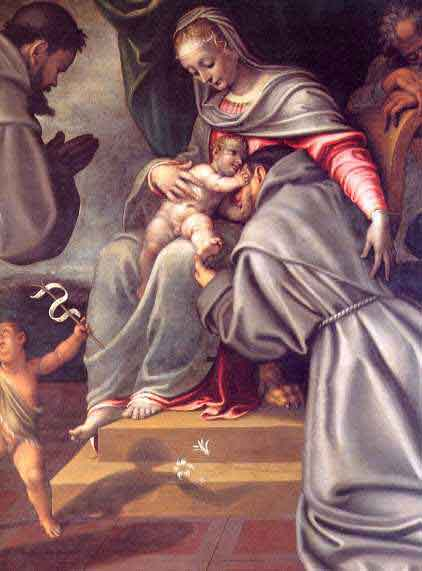
Антоніо Кампі, «Мадонна з ченцями францисканцями»